# Westtangent (Amsterdam-Schiphol)
De Westtangent is de naam van een busverbinding tussen station Sloterdijk, Osdorp en Schiphol. De verbinding ligt in de gemeenten Amsterdam (Nieuw-West) en Haarlemmermeer en is onderdeel van het R-net als GVB lijn 369.

## Route
De verbinding volgt voor een groot deel die van de voormalige lijn 69. De route via Geuzenveld is vervallen en vervangen door de route Slotermeerlaan – President Allendelaan. De huidige route is: Carrascoplein – Arlandaweg – Radarweg – Haarlemmerweg – Burgemeester De Vlugtlaan – Slotermeerlaan – President Allendelaan – Meer en Vaart – Pieter Calandlaan – Louis Davidsstraat – Plesmanlaan – Laan van Vlaanderen – Anderlechtlaan – Oude Haagseweg – Knooppunt Schiphol-Noord – Schiphol Airport.

## Infrastructuur
Langs een groot deel van de route zijn busbanen aangelegd, krijgt de bus vaker voorrang op de overige weggebruikers, de frequentie is hoger en stopt op minder haltes dan de vroegere buslijn. De bushaltes zijn aangepast (verlengd, verbreed).
De totale lengte aan vrije busbaan op het traject in Amsterdam steeg van 15% naar 45%. Op sommige trajectgedeelten (Slotermeerlaan en Meer en Vaart) is deze gecombineerd met de bestaande trambaan.
Voor de realisatie van de aangepaste verbinding waren in de openbare ruimte een aantal ingrepen nodig, bijvoorbeeld: aanpassing rijbaan en oversteekplaatsen, kappen bomen, aanpassing haltes, aanleg stukken busbaan, opheffen parkeerplaatsen.
Uitvoering van de werkzaamheden was gepland in de periode 2017-2019 maar is door het afhaken van een aannemer, waardoor een nieuwe aanbesteding noodzakelijk was, met meer dan een jaar vertraagd en kwam in gebruik op 3 januari 2021. Vooruitlopend op de komst was de frequentie op lijn 69 verder verhoogd.
Onderdeel van de route is ook de busbaan over de Oude Haagseweg met daarin de Oude Haagsebrug. Tussen januari en augustus 2024 werd de oude, uit 1935 daterende, betonnen brug vervangen door nieuwbouw. Gedurende deze periode reden de buslijnen GVB 369 en Connexxion 341 en 397 tussen de Anderlechtlaan en Schiphol via de Nieuwe Haagseweg (A4).